# Eochaid II de Dalriada
Pour les articles homonymes, voir Eochaid.
Eochaid mac Domangairt ou Eochaid "Riannamail" (Nez crochu)  mac Domangairt roi des Scots de Dál Riata en 697.

## Origine
Fils de Domangart mac Domnaill du Cenél Gabráin.  Il s’empare du trône de Dalriada à la mort de Ferchar Fota chef du Cenèl Loairn mais il est tué la même année vraisemblablement à  l’instigation du fils de son prédécesseur Ainbcellach mac Ferchair.

## Règne
Son règne d’un an  est mentionné dans le Duan Albanach. Le meurtre  Eochaid est relevé dans les Annales d'Ulster à l’année 697. Certains considèrent qu’il est également l’ "Eochaid nepos Domnaill" qui contre signe la "Lex Innocentium" d’Adomnan au Synode de Birr l’année de sa mort.

## Postérité
Eochaid mac Domangairt est considéré comme le père de Eochaid mac Echdach, de Drust et Alpin mac Echdach. Les deux derniers, d'après leur nom, devaient selon William Forbes Skene être les fils d'une mère picte. Marjorie Ogilvie Anderson estime en effet qu'une sœur de Nechtan mac Derile avait donné deux fils Drust et Alpin ou roi scot Eochaid mac Domangairt.